# Цанчжоу Майти Лайонс
«Цанчжоу Майти Лайонс» (кит. 沧州雄狮), бывший «Шицзячжуан Эвер Брайт» (кит. 石家庄永昌) — китайский футбольный клуб, выступавший в Суперлиге Китая по футболу. В январе 2021 штаб-квартира переехала в город Цанчжоу, но домашним стадионом команды является Центр Олимпийских видов спорта Хэбэя вместимостью 60 000 человек в Шицзячжуане (провинция Хэбэй). Команда стала первым профессиональным клубом, представлявшим провинцию Хэбэй в Суперлиге Китая. Клуб не был допущен к сезону 2025 из - за долгов и 6 января прекратил существование.

## История
Клуб под названием «Сямынь Дунъюйхан» был основан в 2001 году и выступал в четвёртом дивизионе, в котором в 2010 году занял второе место.
25 февраля 2011 года команда была реорганизована, а итогом стало получение клубом профессионального статуса. Кроме прочего, изменилось название, клуб стал называться «Смарт Хиро». В сезоне 2011 года «Фуцзянь Смарт Хиро» выступал в третьем дивизионе — Второй лиге Китая по футболу. По итогам выступлений команде удалось занять третье место и попасть в плей-офф, в котором игрались стыковые матчи с клубами первой лиги. В серии пенальти (6-5) «Смарт Хиро» победил команду «Гуйчжоу Чжичэн Торо» и получила возможность в сезоне 2012 года выступать в первой лиге Китая по футболу.
В декабре 2012 года компания Hebei Yongchang Real Estate Development Co.,Ltd. приобрела 70 % акций клуба. Команда переехала в административный центр провинции Хэбэй город Шицзячжуан и сменила название на «Шицзячжуан Юнчан Цзюньхао».
В сезоне 2014 года команда заняла второе место в Первой лиге и впервые в своей истории получила возможность выступить в Суперлиге. В январе 2015 года команда сменила название на английское «Шицзячжуан Эвер Брайт», под которым клуб и начал выступления в Суперлиге, тогда как китайское название оставалось «Шицзячжуан Юнчан». В дебютном сезоне 2015 года под руководством болгарского специалиста Ясена Петрова клуб занял седьмое место и обезопасил себя от вылета. Следующий сезон был более сложным, Ясен Петров был уволен с поста главного тренера, а его место занял Ли Цзиньюй на правах исполняющего обязанности.  Однако по итогам сезона 2016 команде не удалось сохранить прописку в элитном дивизионе, а 7 ноября 2016 года на пост главного тренера на следующий сезон был назначен Афшин Готби.

## Изменение названия
- 2011–12: Фуцзянь Смарт Хиро (福建骏豪)
- 2013: Шицзячжуан Юнчан Цзюньхао (石家庄永昌骏豪)
- 2014: Шицзячжуан Юнчан (石家庄永昌)
- 2015–2021: Шицзячжуан Эвер Брайт (石家庄永昌)
- 2021–н.в.: Цанчжоу Майти Лайонс (沧州雄狮)

## Эмблемы клуба
- Логотип ФК Фуцзянь Смарт Хиро (2011—2012)
- Логотип ФК Шицзячжуан Юнчан Цзюньхао (2013)

## Достижения
- По итогам сезона 2018 года[8][9]

За всё время выступлений
| Сезон    | 2011 | 2012 | 2013 | 2014 | 2015 | 2016 | 2017 | 2018 |
| -------- | ---- | ---- | ---- | ---- | ---- | ---- | ---- | ---- |
| Дивизион | 3    | 2    | 2    | 2    | 1    | 1    | 2    | 2    |
| Место    | 3    | 3    | 8    | 2    | 7    | 16   | 3    | 6    |

## Тренерский штаб
| Позиция в клубе           | Персонал            |
| ------------------------- | ------------------- |
| Главный тренер            |                     |
| Помощник главного тренера | Хоу Чжиминь Лю Янь  |
| Тренер вратарей           | Марко Антонио Косса |
| Тренер по физподготовке   | / Джаханьяр Мохебби |

## Достижения
- Вторая лига Китая по футболу: третье место, 2011
- Первая лига Китая по футболу: серебряный призёр, 2014
- Первая лига Китая по футболу: третье место, 2017